# Étude en deux parties
Étude en deux parties est une œuvre concertante pour piano et ensemble instrumental de Marcel Mihalovici composée en 1951.

## Présentation
L'Étude en deux parties, écrite pour piano avec accompagnement d'instruments à vent, célesta et percussion, est due à une commande d'Heinrich Strobel pour le festival de Donaueschingen.
Composée à l'été 1951, l’œuvre est créée au festival allemand de musique contemporaine le 6 octobre 1951 par la pianiste Monique Haas et des membres de l'orchestre du Südwesfunk dirigés par Hans Rosbaud,.
La première audition en France est donnée à la Radiodiffusion le 18 décembre de la même année, sous la direction de Tibor Harsányi. La partition, l'opus 64 du compositeur, est publiée par les éditions Heugel.

## Instrumentation
Le concerto est écrit, en accompagnement du soliste, pour un petit ensemble instrumental (proche de la musique de chambre) constitué de deux clarinettes, un basson, deux trompettes, un trombone, un tuba, un célesta et deux exécutants à la percussion.

## Structure
La pièce, d'une durée moyenne d'exécution de dix-sept minutes environ, est composée de deux parties — ainsi que l'indique son titre — aux tempos contrastés :
1. Andantino
2. Tempo giusto

## Analyse
Pour le musicologue François-René Tranchefort, c'est « une œuvre brillante et souple dans laquelle le piano concerte vivement avec l'ensemble des vents ».
Harry Halbreich, rappelant que la partition était comparée par Hans Heinz Stuckenschmidt à un tableau surréaliste de Max Ernst dans lequel on verrait « des fleurs jaillissant d'une locomotive », souligne en effet que « des efflorescences lyriques, des mélismes roumains y coexistent de fascinante manière avec d'âpres agrégats atonaux ».
La première partie Andantino, lente, s'énonce sur des rythmes berceurs ternaires caractéristiques des mélodies lyriques du folklore roumain, à 
 et à 
, et présente une écriture contrapuntique dense qui « frappe par son chromatisme serré ».
La seconde partie Tempo giusto, plus développée, se rapproche d'une toccata « pleine de tension, riche de couleurs et de contrastes ». Elle met en valeur la virtuosité de tout l'ensemble et se précipite « sans répit vers sa conclusion violemment percutante, d'un puissant effet ». 

## Discographie
- Monique Haas interprète Mihalovici (vinyle LP), avec la Sonate pour piano, op. 90, et Esercizio Per Archi, op. 80, Monique Haas (piano), Ensemble Ars Nova, Marius Constant (dir.), Erato STU 70634, 1972[3].
- Écoles de Paris — Paris pour École, Holger Groschopp (piano) et membres du Deutsches Symphonie-Orchester Berlin, Johannes Zurl (dir.), EDA 048, 2023[4].